# Myotrichia murina
Myotrichia murina là một loài Trichoptera trong họ Sericostomatidae. Chúng phân bố ở vùng Tân nhiệt đới.